# Hollywoodland
Hollywoodland is een Amerikaanse thriller/dramafilm uit 2006, geregisseerd door Allen Coulter en geproduceerd door Glenn Williamson. De hoofdrollen worden vertolkt door Adrien Brody, Diane Lane en Ben Affleck.

## Verhaal
De film is gebaseerd op de dood van superman-acteur George Reeves, die volgens officieel politierapport zelfmoord zou hebben gepleegd. Hier wordt door veel mensen aan getwijfeld, waaronder een privé-detective (Adrien Brody). Hij onderzoekt de zaak, en stuit hierbij op diverse onverwachte verbindingen en overeenkomsten met zijn eigen leven.

## Rolbezetting
| Acteur             | Personage               |
| ------------------ | ----------------------- |
| Adrien Brody       | Louis Simo              |
| Diane Lane         | Toni Mannix             |
| Ben Affleck        | George Reeves           |
| Bob Hoskins        | Eddie Mannix            |
| Robin Tunney       | Leonore Lemmon          |
| Kathleen Robertson | Carol Van Ronkel        |
| Lois Smith         | Helen Bessolo           |
| Larry Cedar        | Chester Sinclair        |
| Caroline Dhavernas | Kit Holliday            |
| Kevin Hare         | Robert Condon           |
| Molly Parker       | Laurie Simo             |
| Zach Mills         | Evan Simo               |
| Neil Crone         | Chuck                   |
| Gareth Williams    | Del                     |
| Dash Mihok         | Det. Sgt. Jack Paterson |
| Veronica Watt      | Rita Hayworth           |
| Joe Spano          | Howard Strickling       |
| Jeffrey DeMunn     | Art Weissman            |